# Villanázar
Villanázar község Spanyolországban,  Zamora tartományban. Villanázar Quiruelas de Vidriales, Santa Cristina de la Polvorosa, Milles de la Polvorosa, Burganes de Valverde, Navianos de Valverde és Micereces de Tera községekkel határos. Lakosainak száma 249 fő (2024).

## Népesség
A település népessége az utóbbi években az alábbiak szerint változott:
| Lakosok száma | 378  | 364  | 344  | 335  | 327  | 310  | 299  | 274  | 274  | 249  |
|               | 2001 | 2004 | 2007 | 2009 | 2012 | 2014 | 2017 | 2019 | 2022 | 2024 |